# 太朗想史郎
太朗想史郎 （たろうそうしろう、1979年3月2日 -）は日本のSF作家。

## 人物
和歌山県出身。小学校から中学校にかけロンドンで過ごしたのち、一橋大学商学部商学科在学中、組織には合わないと考え就職活動をやめ、卒業後はひきこもり、ニートとなる。2009年『トギオ』で『このミステリーがすごい!』大賞受賞。

## 作品リスト

### 単行本
- トギオ（2010年1月 宝島社）

### 短編
- 少年カルト（「このミステリーがすごい!2011年版」収録、2010年12月）

## 海外への翻訳

### 中国本土（簡化字）
- 东晓 （2011年4月、吉林出版集团有限责任公司）